# 麦克法兰 (加利福尼亚州)
麦克法兰（英語：McFarland），是美国加利福尼亚州克恩县下属的一座城市。建市于1957年7月18日，面积大约为2.67平方英里（6.9平方公里）。根据2010年美国人口普查，该市有人口12,707人。